# 砂川発電所
砂川発電所（すながわはつでんしょ）は、北海道砂川市豊沼町53にある北海道電力の石炭火力発電所。

## 概要
日本発送電と東洋高圧工業の合弁による「石狩火力発電」により電力不足解消と東洋高圧工業砂川工場への電力供給を目的として1940年より建設を開始し、太平洋戦争に伴い中断された後戦後1951年に完成。
1955年1月には「砂川第二発電所」として1号機が運転を開始、2号機までが建設された。常時運転可能な新設計で効率化を図り、当時日本で最高水準の高温高圧蒸気条件を採用し熱効率を初代砂川発電所の最大23%に対し約29%へと向上させた。また発電所としては日本初の中央制御方式を採用し、導入にあたってはアメリカ合衆国の約10箇所の中央制御式発電所からデータを集めて導入を決定した。制御室にはテレビモニター3台や各種自動調整装置を設け、操作の自動化を図り、運転人員を従来の5分の1に削減し作業環境の飛躍的改善を実現した。
1973年の第一次オイルショックに伴う石炭火力発電推進策の一環として、初代砂川発電所の敷地に3号機の増設が決定され、陸上輸送可能な最大規模の12.5万kWの発電設備を設け1977年に3号機が完成、1982年には同規模の4号機が完成し、1・2号機は老朽化の為廃止された。
2006年（平成18年）では、奈井江発電所と同様にミドルベースでの運用が多い。冬場は市内道路の積雪除去対策として、温排水の一部を供給している。
燃料は石炭（国内炭）を用いているが、2010年12月13日より3号機において木質バイオマス燃料（木質チップ）を混焼させる実証実験を行っている。
設備の経年化により、3号機と4号機も2027年3月末で廃止される予定である。なお、発電所からの温排水は1982年（昭和57年）から国道12号沿いを中心に設置された流雪溝に供給されており、発電所が廃止となることから流雪溝の維持も課題になっている。
2025年（令和7年）4月25日、北海道電力は地元自治体と跡地利用の検討などを定めた包括連携協定を締結した。

## 沿革
- 1940年5月 - 初代発電所着工[1]。
- 1944年5月 - 太平洋戦争の激化に伴い工事中断、その後軍需工場として利用される[2]。
- 1949年 - 工事再開[1]。
- 1951年
  - 3月31日 - 初代発電所竣工、1基1.5万kW[8]。
  - 5月1日 - 北海道電力発足に伴い日本発送電から同社に移管される[1]。
  - 8月8日 - 2号缶運転開始、1機2缶2.7万kWとする[8]。
  - 12月23日 - 3号缶運転開始[8]。
- 1953年
  - 2月26日 - 2号機（2.7万kW）・4号缶運転開始、2機4缶で総出力5.4万kWとなる[8]。
  - 4月 - 砂川第二発電所1号機着工[2][1]。
- 1955年1月29日 - 砂川第二発電所1号機（3.5万kW）運転開始[8]。
- 1957年4月 - 砂川第二発電所2号機着工[1]。
- 1958年11月9日 - 砂川第二発電所2号機（3.5万kW）運転開始[8]。
- 1959年 - 砂川第二発電所を砂川発電所に統合、第二発電所1・2号機を3・4号機に改称[1]。
- 1972年3月 - 初代1・2号機の運転を終了、3・4号機を1・2号機に改称[1]。
- 1977年6月10日 - 3号機運転開始[8]。
- 1980年10月1日 - 苫小牧発電所とともに最大級の集中監視制御システムを運用開始[8]。
- 1982年5月20日 - 4号機運転開始[8]、1・2号機廃止[1]。

## 発電設備
- 総出力：25万kW[9]
- 煙突高：120m[10]

3号機
定格出力：12.5万kW
使用燃料：石炭（国内炭）
熱効率：37.41%
ボイラー：三菱重工業
タービン：富士電機
発電機：富士電機
着工：1975年（昭和50年）5月30日
営業運転開始：1977年（昭和52年）6月10日
4号機
定格出力：12.5万kW
使用燃料：石炭（国内炭）
熱効率：39.16%
ボイラー：川崎重工業
タービン：富士電機
発電機：富士電機
着工：1980年（昭和55年）2月1日
営業運転開始：1982年（昭和57年）5月20日

## 廃止された発電設備
1号機（廃止）
定格出力：3.5万kW
使用燃料：石炭（国内炭）
営業運転期間：1955年（昭和30年）1月 - 1982年（昭和57年）
2号機（廃止）
定格出力：3.5万kW
使用燃料：石炭（国内炭）
営業運転期間：1958年（昭和33年）11月 - 1982年（昭和57年）